# Убивства з листівками
Убивства з листівками — британо-американський драматичний фільм про таємничий злочин. Режисування Даніса Тановича засноване на романі 2010 року «Листівки убивці» Джеймса Паттерсона та Лізи Марклунд.

## Стислий зміст
Десь в Європі орудує маніяк-вбивця. Він відправляє в поліцію листівки з місць своїх злочинів. Однією з жертв вбивці стає дочка Джейкоба Кенона, детектива з Нью-Йорка, який таки постарається знайти маніяка і помститися.

## Знімалися
- Джеффрі Дін Морган — Джейкоб Кенон
- Фамке Янссен — Валері Кенон
- Стівен Макінтош
- Деніс О'Гер
- Куш Джамбо
- Йоахім Крол
- Наомі Беттрік
- Руайрі О'Коннор
- Єва Рьозе
- Саллі Гармсен